# Wendlandia pingpienensis
Wendlandia pingpienensis är en måreväxtart som beskrevs av Foon Chew How. Wendlandia pingpienensis ingår i släktet Wendlandia och familjen måreväxter. Inga underarter finns listade i Catalogue of Life.